# دسیگهوفن
دسیگهوفن (به آلمانی: Dessighofen) یک شهر در آلمان است که در Verbandsgemeinde Nassau واقع شده‌است. دسیگهوفن ۱۸۱ نفر جمعیت دارد.